# Villabona
Villabona is een gemeente in de Spaanse provincie Gipuzkoa in de regio Baskenland met een oppervlakte van 18 km². Villabona telt 5.891 inwoners (1 januari 2016).

## Demografische ontwikkeling

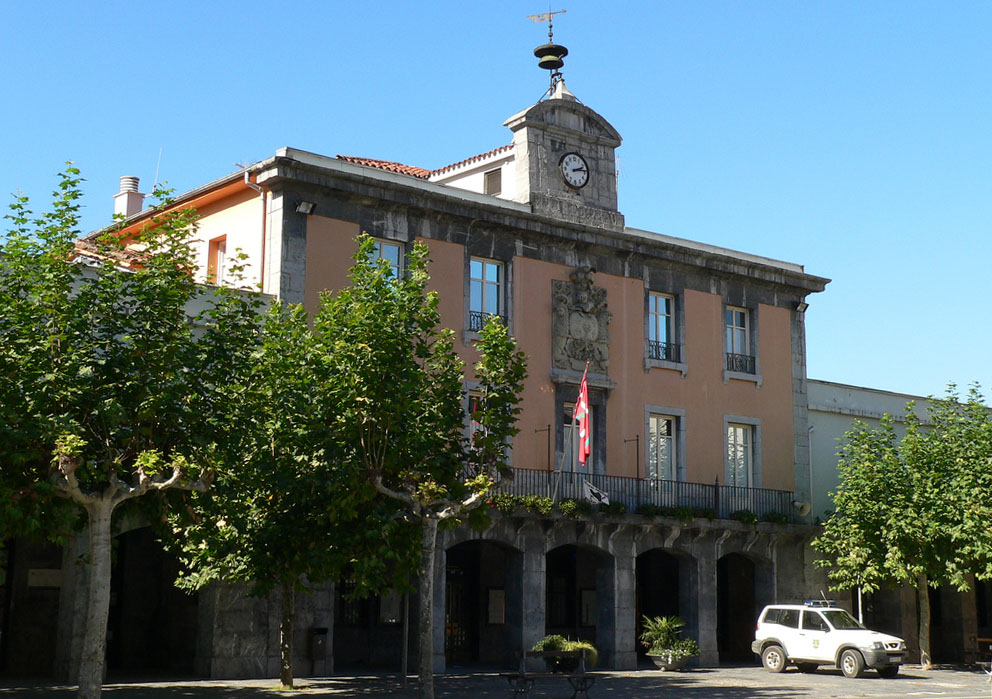
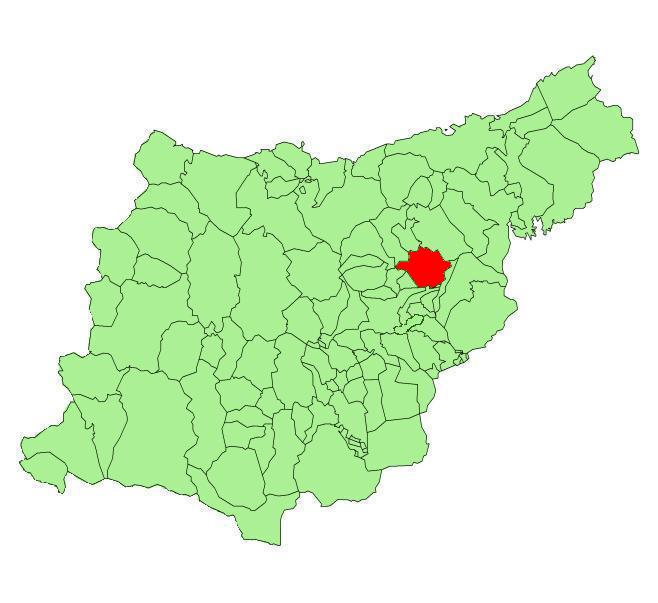
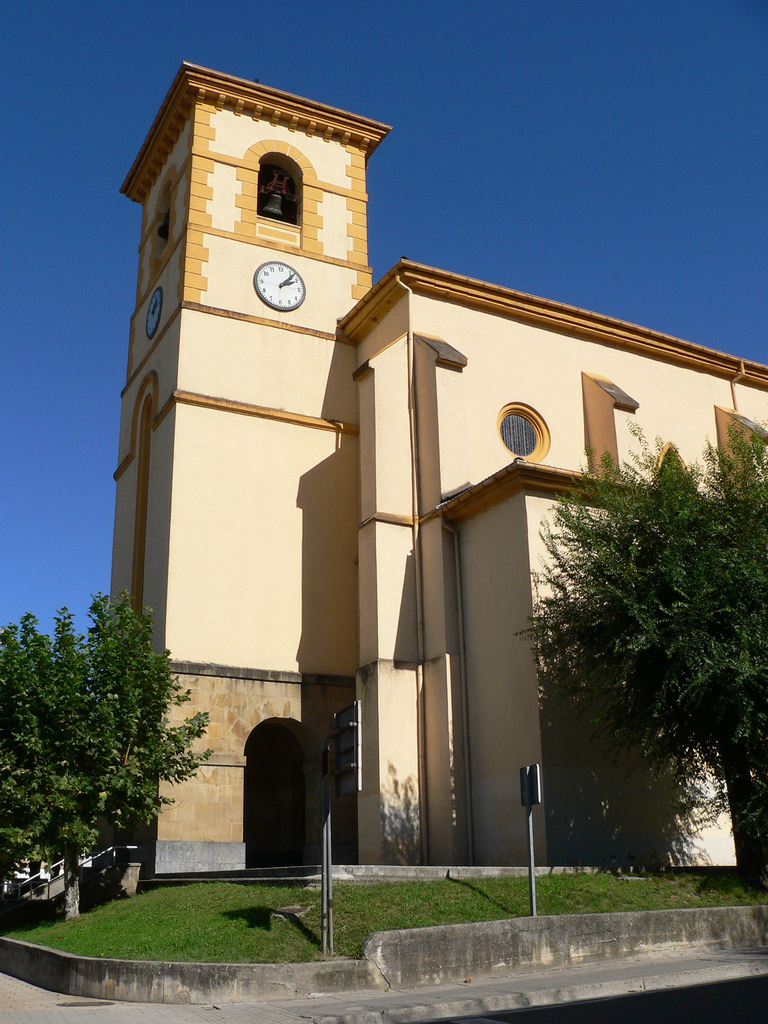

Bron: INE, 1857-2011: volkstellingen